# Tyler Eckford
Pour les articles homonymes, voir Eckford.
Tyler Eckford (né le 8 septembre 1985 à Vancouver, dans la province de la Colombie-Britannique au Canada) est un joueur professionnel canadien de hockey sur glace.

## Carrière de joueur
Choix de 7e ronde des Devils du New Jersey, il se joint à l'organisation en 2008 après trois saisons passées à l'Université d'Alaska à Fairbanks. Il atteint la Ligue nationale de hockey à sa deuxième saison chez les professionnels en 2009-2010 y jouant trois parties.

## Statistiques en carrière
| Saison     | Équipe                                      | Ligue      |    | Saison régulière | Saison régulière | Saison régulière | Saison régulière | Saison régulière |   | Séries éliminatoires | Séries éliminatoires | Séries éliminatoires | Séries éliminatoires | Séries éliminatoires |
| Saison     | Équipe                                      | Ligue      | PJ | B                | A                | Pts              | Pun              | PJ               | B | A                    | Pts                  | Pun                  |                      |                      |
| 2003-2004  | Eagles de Surrey                            | LHCB       | 58 | 7                | 30               | 37               | 101              | 13               | 2 | 8                    | 10                   | 34                   |                      |                      |
| 2004-2005  | Eagles de Surrey                            | LHCB       | 60 | 22               | 43               | 65               | 93               | 25               | 4 | 15                   | 9                    | 46                   |                      |                      |
| 2005-2006  | Nanooks de l'University of Alaska-Fairbanks | NCAA       | 38 | 3                | 15               | 18               | 43               | -                | - | -                    | -                    | -                    |                      |                      |
| 2006-2007  | Nanooks de l'University of Alaska-Fairbanks | NCAA       | 39 | 5                | 17               | 22               | 54               | -                | - | -                    | -                    | -                    |                      |                      |
| 2007-2008  | Nanooks de l'University of Alaska-Fairbanks | NCAA       | 35 | 8                | 23               | 31               | 55               | -                | - | -                    | -                    | -                    |                      |                      |
| 2008-2009  | Devils de Lowell                            | LAH        | 72 | 2                | 25               | 27               | 59               | -                | - | -                    | -                    | -                    |                      |                      |
| 2009-2010  | Devils de Lowell                            | LAH        | 61 | 8                | 23               | 31               | 26               | 5                | 1 | 0                    | 1                    | 2                    |                      |                      |
| 2009-2010  | Devils du New Jersey                        | LNH        | 3  | 0                | 1                | 1                | 4                | -                | - | -                    | -                    | -                    |                      |                      |
| 2010-2011  | Devils d'Albany                             | LAH        | 37 | 2                | 10               | 12               | 12               | -                | - | -                    | -                    | -                    |                      |                      |
| 2010-2011  | Devils du New Jersey                        | LNH        | 4  | 0                | 0                | 0                | 0                | -                | - | -                    | -                    | -                    |                      |                      |
| 2011-2012  | Pirates de Portland                         | LAH        | 75 | 10               | 15               | 25               | 37               | -                | - | -                    | -                    | -                    |                      |                      |
| 2012-2013  | Senators de Binghamton                      | LAH        | 59 | 7                | 6                | 13               | 49               | 2                | 0 | 0                    | 0                    | 0                    |                      |                      |
| 2013-2014  | Senators de Binghamton                      | LAH        | 32 | 0                | 4                | 4                | 15               | -                | - | -                    | -                    | -                    |                      |                      |
| Totaux LNH | Totaux LNH                                  | Totaux LNH | 7  | 0                | 1                | 1                | 4                | -                | - | -                    | -                    | -                    |                      |                      |